# Werner Martienssen
Werner Martienssen (* 23. Januar 1926 in Kiel; † 29. Januar 2010 in Dreieich) war ein deutscher Physiker und Professor der Goethe-Universität in Frankfurt am Main. Seine Arbeitsgebiete waren Festkörperphysik, Quantenoptik und nichtlineare Dynamik.

## Leben und Wirken
Martienssen ging in Kiel aufs Gymnasium und studierte, nach dem Wehrdienst ab 1943 in der Reichskriegsmarine, 1946 bis 1950 Physik, Mathematik und Chemie an den Universitäten Würzburg und Göttingen, wo er 1950 sein Diplom ablegte (Wellengruppen auf der Wasseroberfläche) und 1952 bei Robert Wichard Pohl promoviert wurde (Photochemische Reaktionen in Ionenkristallen). Danach war er Assistent bei Pohl und forschte über Festkörper-Spektroskopie und Fotochemie von Festkörpern. 1959 habilitierte er sich in Göttingen. 1959/60 war er Gastprofessor an der Cornell University, 1960 Professor für Strahlenphysik an der Universität Stuttgart und ab 1961 Professor für Experimentalphysik an der Goethe-Universität Frankfurt, wo er 1991 emeritierte. Von 1969 bis 1986 war er Vorsitzender des Sonderforschungsbereichs Festkörperspektroskopie und danach bis 1998 Mitglied und von 1987 bis 1993 Vorsitzender des Sonderforschungsbereichs Nichtlineare Dynamik.
Martienssens Fachgebiet war die Quantenoptik. In einem Nachruf hieß es: „Eine große Bedeutung hatte für ihn die Lehre. Seine Experimentalphysik-Vorlesung war weit über die Grenzen Deutschlands berühmt, viele Abschnitte wurden in Filmen für den Lehrexport festgehalten. Diese Vorlesung war sein Meisterwerk, mit Akribie baute er die Versuche auf.“
Er war Ehrendoktor der Universität Dortmund. 1980 bis 1988 war er Vorsitzender der Physik-Abteilung der Deutschen Forschungsgemeinschaft (DFG) und Mitglied ihres Senats, sowie 1976 bis 1978 Vizepräsident der European Physical Society. 1984 bis 1987 war er Mitglied des Wissenschaftsrates. Er war außerdem 1990 bis 1997 Mitglied des Aufsichtsgremiums der deutschen Raumfahrtagentur DARA und ab 1988 des Aufsichtsgremiums des Hahn-Meitner-Instituts in Berlin. 1988 erhielt er das Bundesverdienstkreuz 1. Klasse.
Martienssen war seit 1988 Mitglied der Akademie der Naturforscher Leopoldina und von 1992 bis 1999 Mitglied im Führungsgremium dieser Akademie. Seit 1989 war er auch Mitglied der Akademie der Wissenschaften zu Göttingen. 2001 erhielt er den Robert-Wichard-Pohl-Preis der Deutschen Physikalischen Gesellschaft.
Martienssen war der Doktorvater des Nobelpreisträgers Gerd Binnig und Lehrer von Horst Störmer (ebenfalls Nobelpreisträger).

## Werke
- Einführung in die Physik. 4 Bände. Verlag Harri Deutsch. Band 1: Mechanik. 7. Auflage. 1994, ISBN 3-8171-1323-4; Band 2: Elektrodynamik. 7. Auflage. 1997; Band 3: Thermodynamik. 6. Auflage. 1996; Band 4-1: Schwingungen und Wellen. 3. Auflage. 1992; Band 4-2: Optik – Strahlen, Quanten, Wellen. 3. Auflage. 1992.

- mit Heinz Pick: Zur photochemischen Sensibilisierung von KBr-Kristallen durch KH-Zusatz. Vandenhoeck & Ruprecht, 1953, DNB 458776580

- mit Dieter Röß: Physik im 21. Jahrhundert. Springer-Verlag, Berlin 2011, ISBN 978-3-642-05190-6.

Herausgeberschaft
- Landolt-Börnstein: Zahlenwerte und Funktionen aus Naturwissenschaften und Technik. Springer-Verlag, Berlin 1994 bis 2010. (Datensammlung aus der Physik, Chemie und den angrenzenden Wissenschaften)

- mit Hans Warlimont: Springer Handbook of Condensed Matter and Materials Data. Springer, Berlin 2006, ISBN 3-540-33555-2.